# Венденайм
Венденайм (фр. Vendenheim) — коммуна на северо-востоке Франции в регионе Гранд-Эст (бывший Эльзас — Шампань — Арденны — Лотарингия), департамент Нижний Рейн, округ Страсбур, кантон Брюмат.
Площадь коммуны — 15,89 км², население — 5670 человек (2006) с тенденцией к стабилизации: 5552 человека (2013), плотность населения — 349,4 чел/км².

## Население
Население коммуны в 2011 году составляло 5544 человека, в 2012 году — 5548 человек, а в 2013-м — 5552 человека.
| 1962 | 1968 | 1975 | 1982 | 1990 | 1999 | 2006 | 2008 | 2011 | 2012 | 2013 |
| ---- | ---- | ---- | ---- | ---- | ---- | ---- | ---- | ---- | ---- | ---- |
| 2263 | 2772 | 3457 | 3520 | 5193 | 5597 | 5670 | 5617 | 5544 | 5548 | 5552 |

Динамика населения:

## Экономика
В 2010 году из 3737 человек трудоспособного возраста (от 15 до 64 лет) 2714 были экономически активными, 1023 — неактивными (показатель активности 72,6 %, в 1999 году — 70,9 %). Из 2714 активных трудоспособных жителей работали 2552 человека (1302 мужчины и 1250 женщин), 162 числились безработными (82 мужчины и 80 женщин). Среди 1023 трудоспособных неактивных граждан 421 были учениками либо студентами, 371 — пенсионерами, а ещё 231 — были неактивны в силу других причин.

## Достопримечательности (фотогалерея)

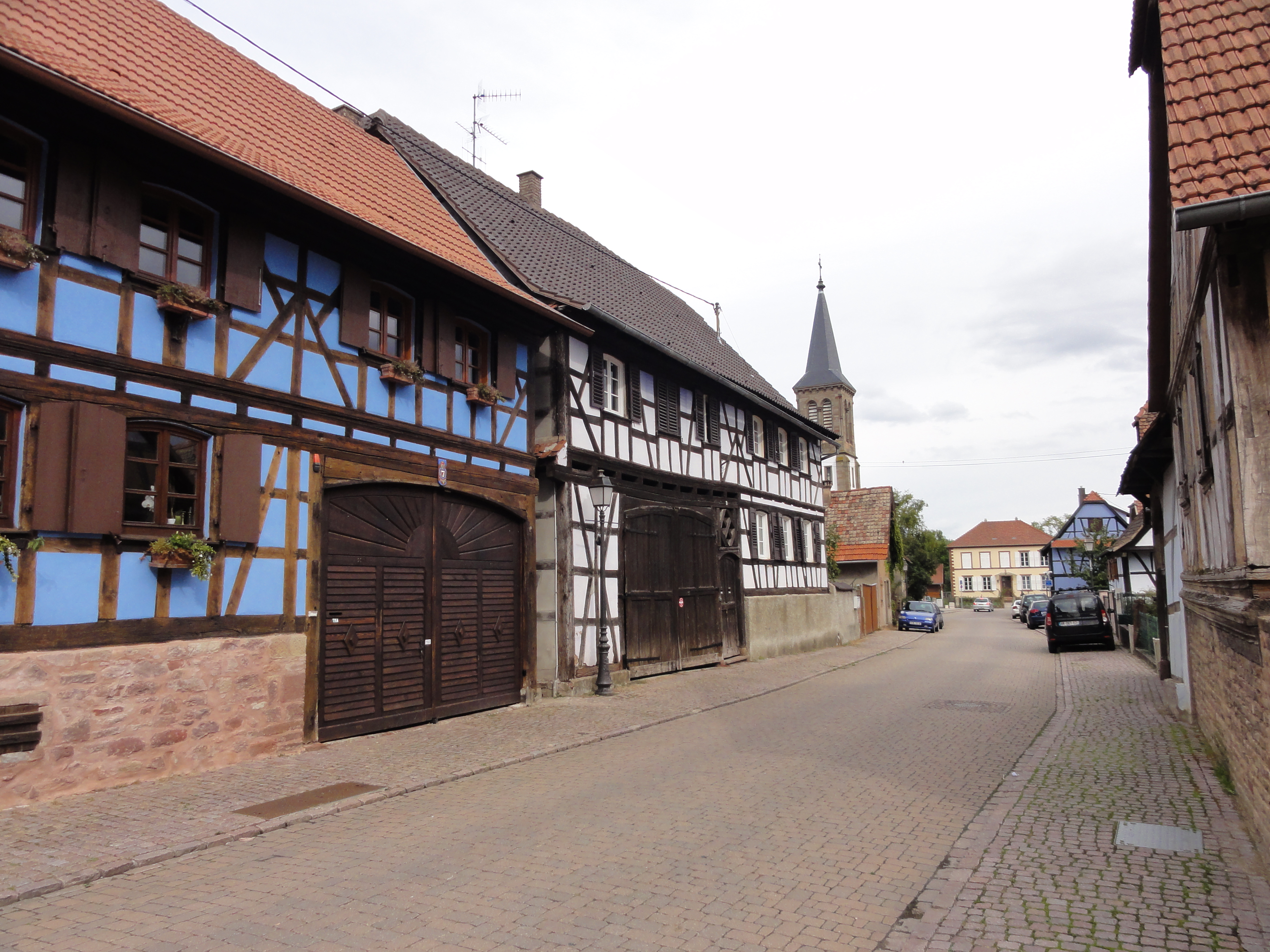
Эльзасские фермы
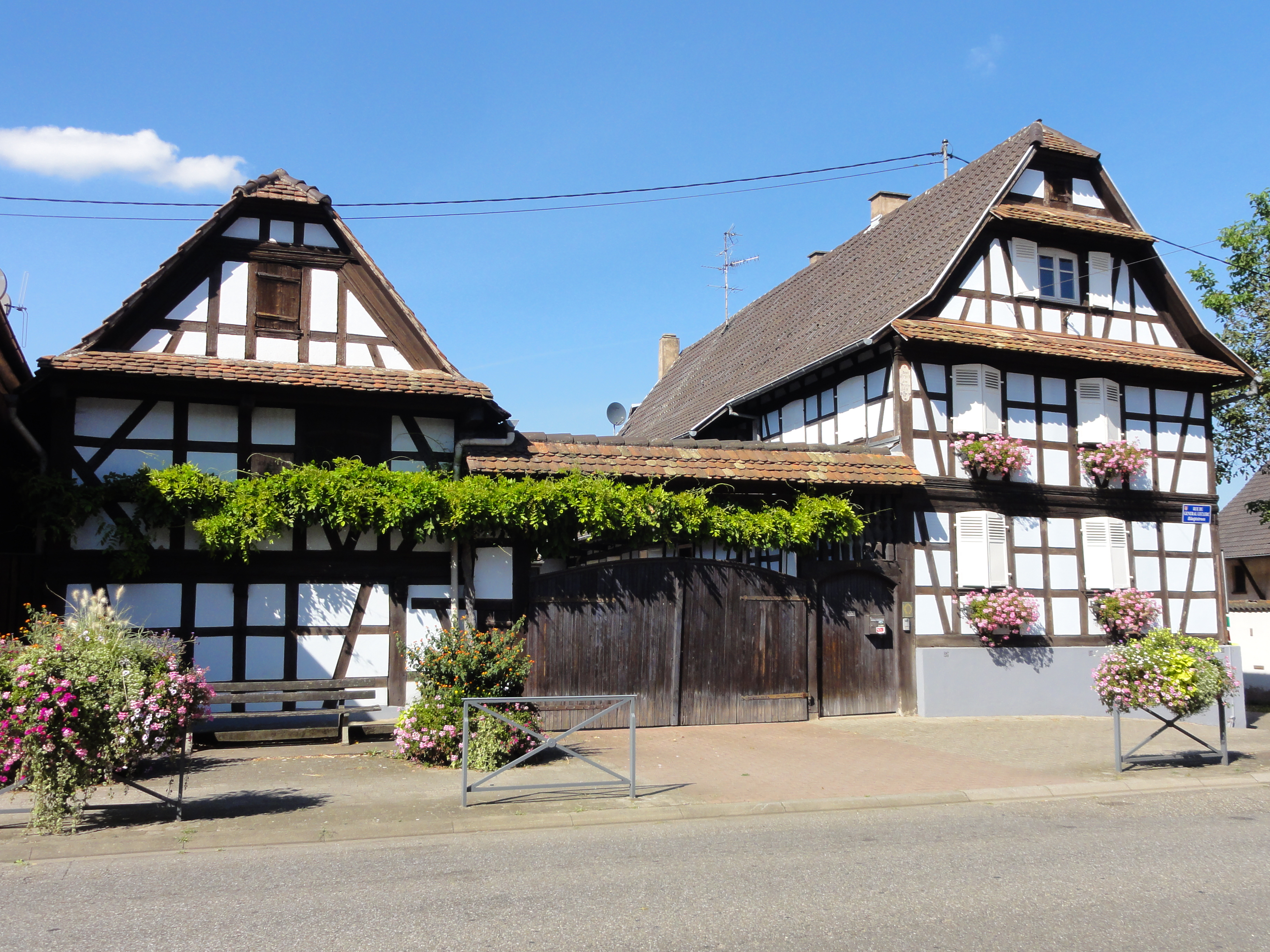
Ферма эльзасского мясника
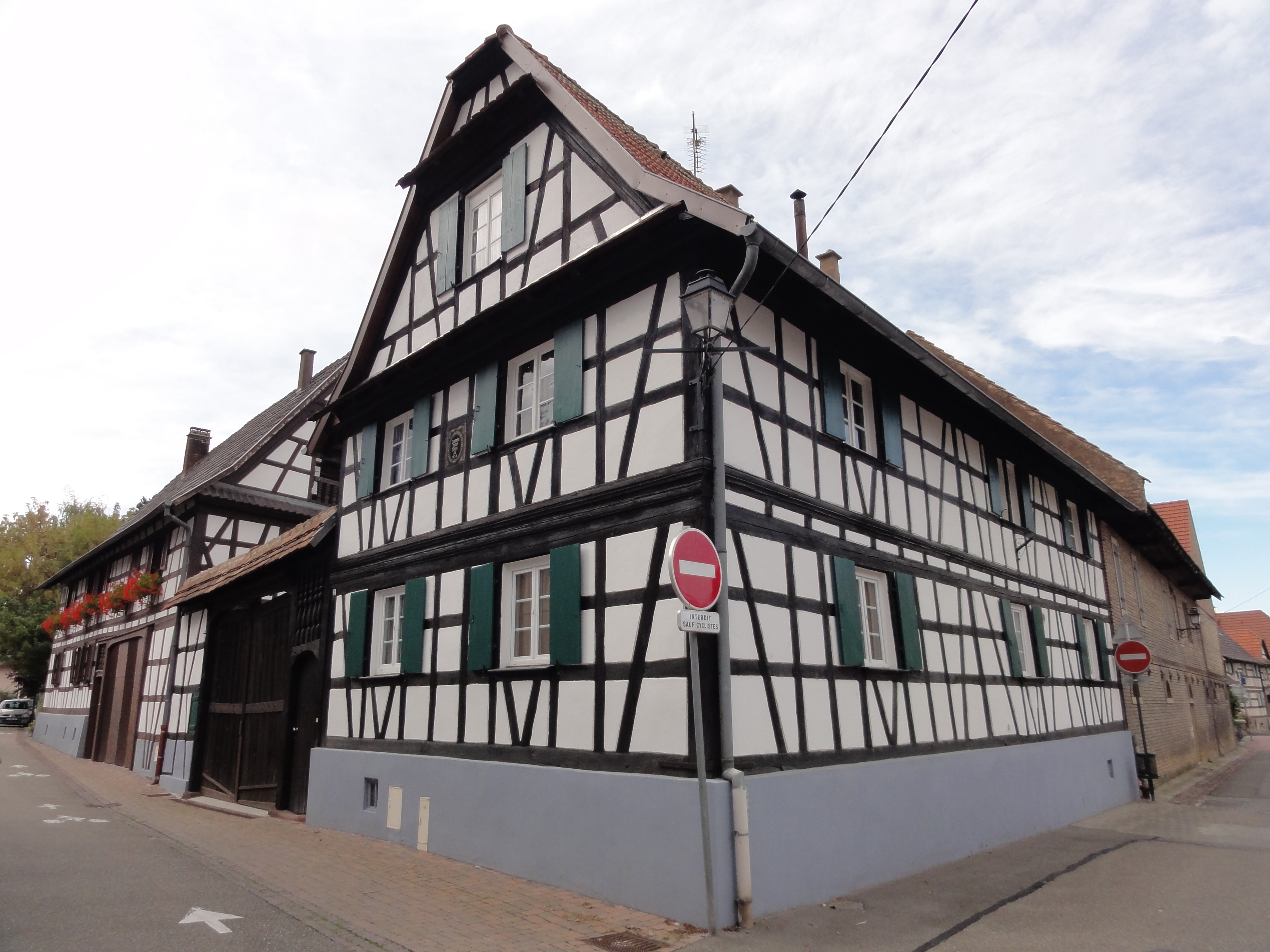
Эльзасская ферма
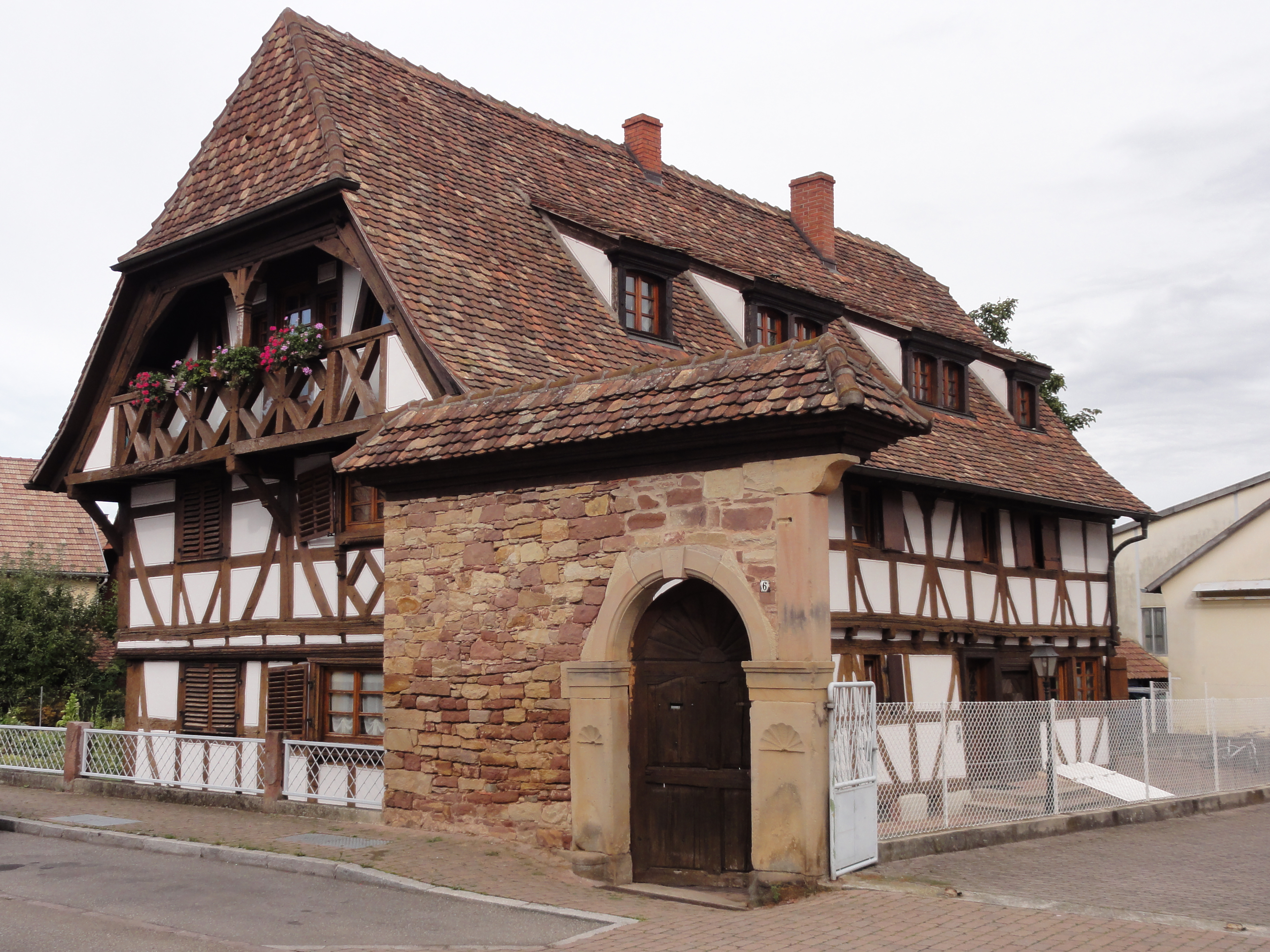
Эльзасская ферма
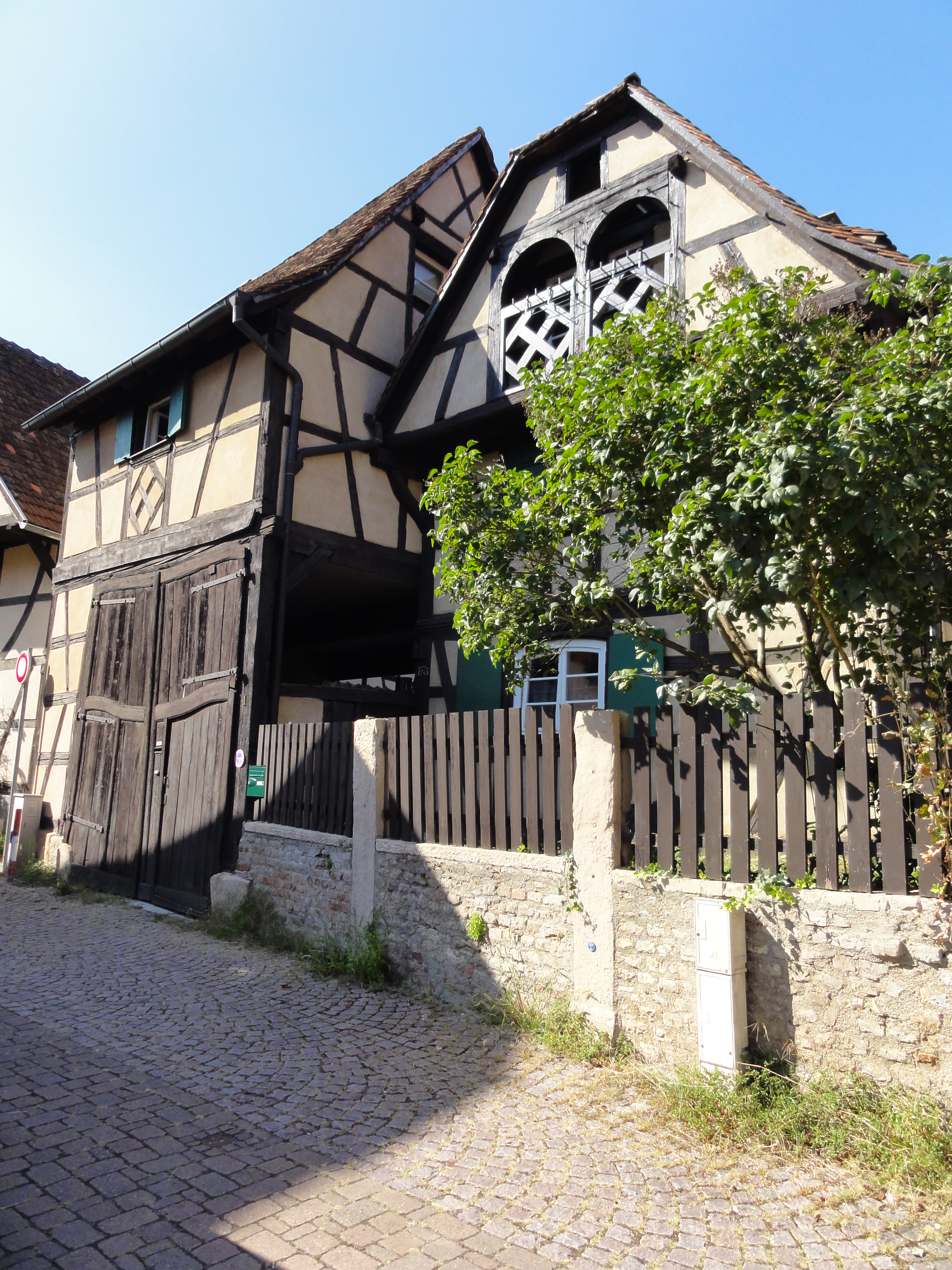
Эльзасская ферма
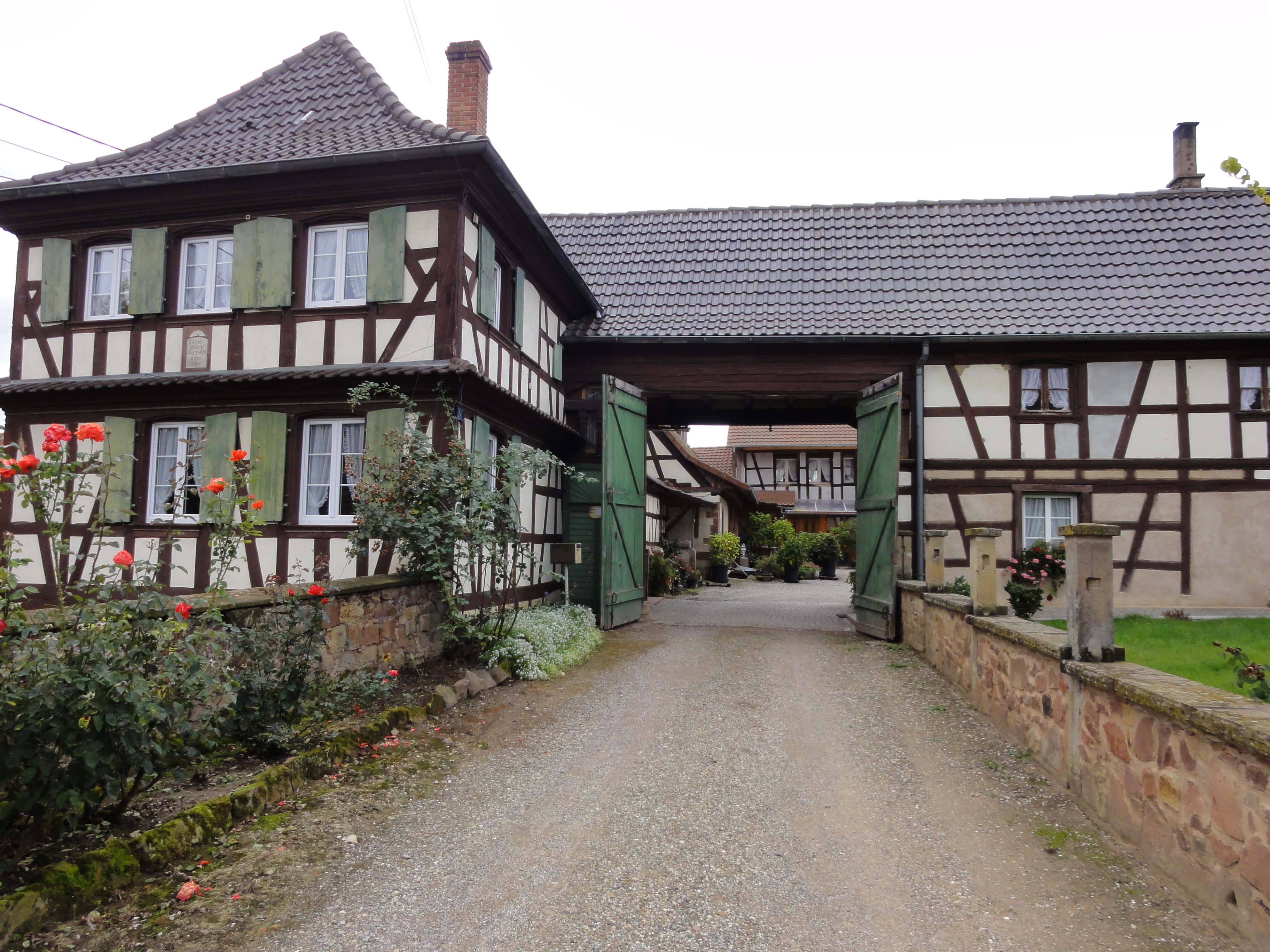
Шато-ферма
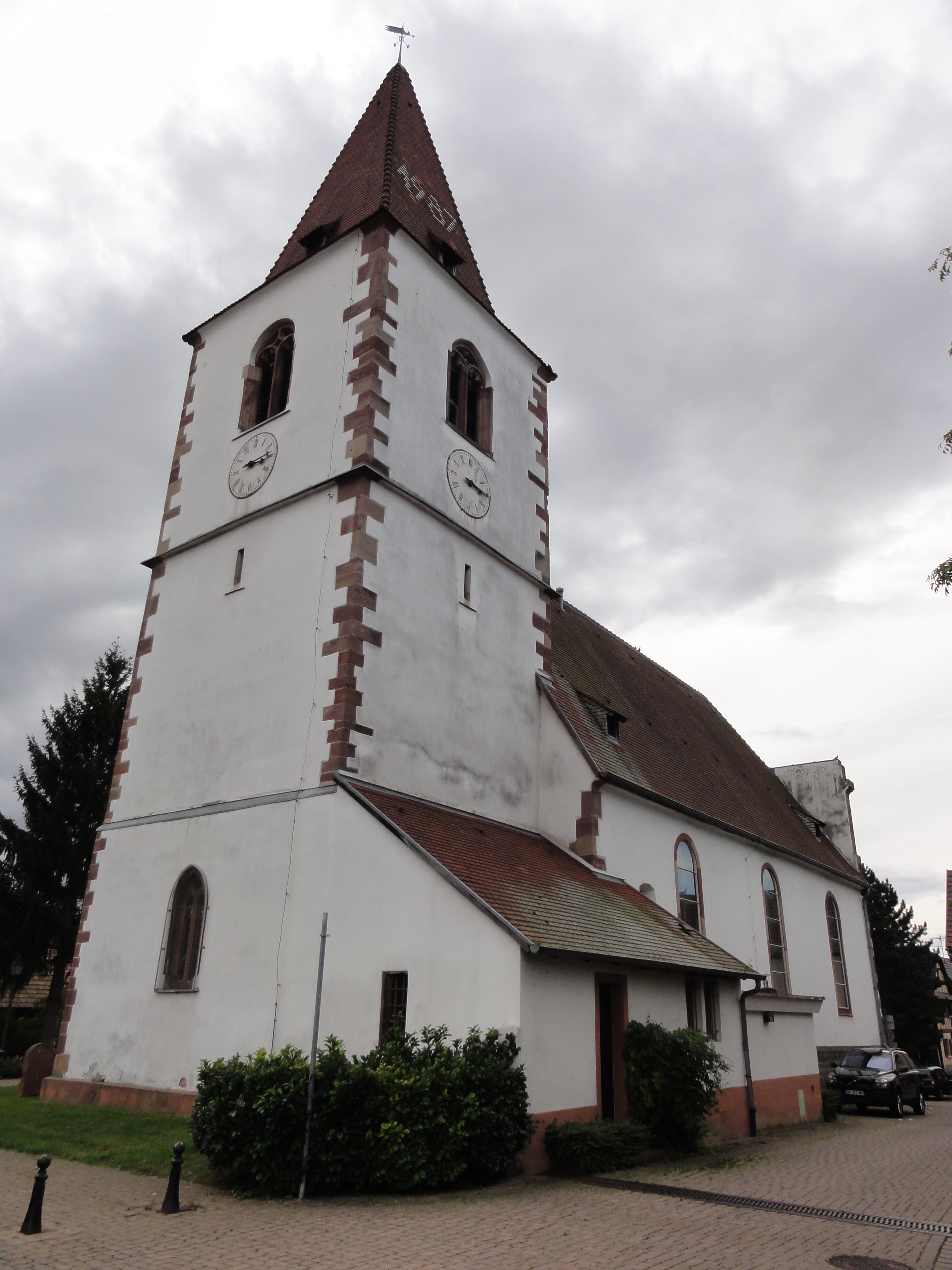
Протестантская церковь
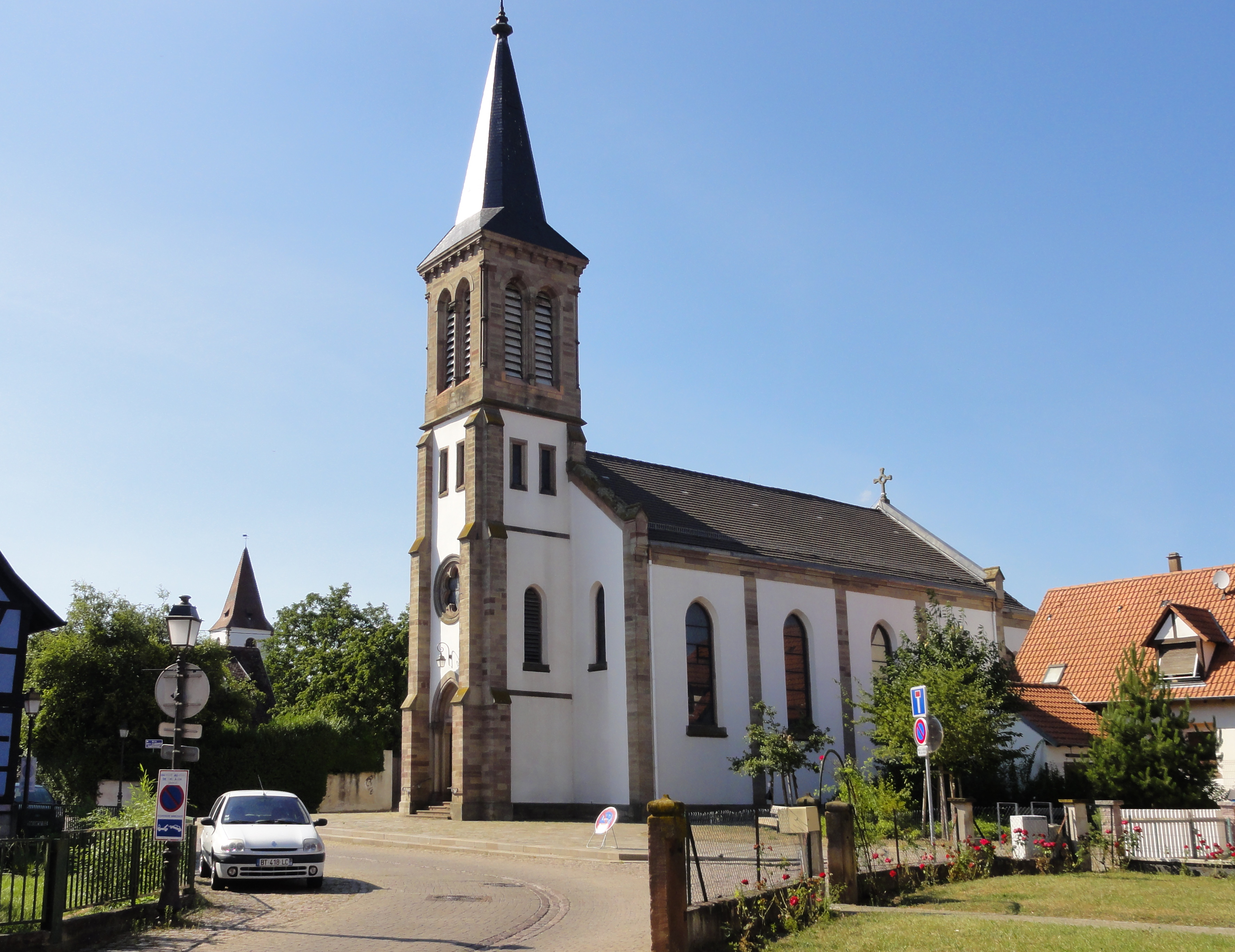
Католическая церковь Сен-Ламбер